# Khokling
Khokling (nepalski: खोक्लिङ) – gaun wikas samiti we wschodniej części Nepalu w strefie Meći w dystrykcie Taplejung. Według nepalskiego spisu powszechnego z 2001 roku liczył on 650 gospodarstw domowych i 3658 mieszkańców (1854 kobiet i 1804 mężczyzn).